# 安志敏 (考古学家)
安志敏（1924年—2005年），男，山东烟台人，中国考古学家。

## 生平
1948年，毕业于中国大学史学系，1952年毕业于北京大学史学研究部。1950年，任职于中国科学院考古研究所（1977年改属中国社会科学院），后担任研究所副所长。1960年参与挖掘中国河南省安阳市安阳县的小南海遗址。

## 社会兼职
中国考古学会第一、二、三届理事会常务理事。

## 学术贡献
主要学术贡献在探索中国史前文化的渊源和发展关系，以及建立中国史前考古学体系等方面。

## 著作
著作有《庙底沟与三里桥》、《双砣子与岗上——辽东史前文化的发现和研究》、《碳—14断代和中国新石器时代》等。

## 家庭
安志敏之女安家瑶、安家瑗皆女承父业，安家瑶为中国社会科学院考古研究所研究员，安家瑗为中国国家博物馆研究员。其妹安静娴为药物学家、中国工程院院士。